# Ундурхайрхан
Ундурхайрхан (монг. Өндөр Хайрхан) — горный массив в монгольской провинции Баян-Улгий. Имеет высоту 3941 метров. В северной части Ундурхайрхан покрыт льдами. Расположен на юге сомона Цэнгэл.
Ундурхайрхан — одна из вершин водораздельного хребта Монгольский Алтай, по которому проходит граница Монголии и Китая. У подножия горы с восточной стороны расположено озеро Даян-Нуур.